# فوجو (هيروشيما)
فوجو هي مدينة تقع في محافظة هيروشيما، اليابان.  تبلغ مساحة هذه المدينة 195.71 (كم²)، ويبلغ عدد سكانها 43,932 نسمة حسب إحصاء سنة 2011 م.

## أعلام
- كازومي تاكاهاشي
- كوكي كازاما
- كويا كازاما